# Jimmy Jump
Jimmy Jump, właśc. Jaume Marquet i Cot (ur. 14 marca 1976 w Barcelonie) – kataloński agent nieruchomości z Sabadell, znany z wbiegania na areny sportowe.

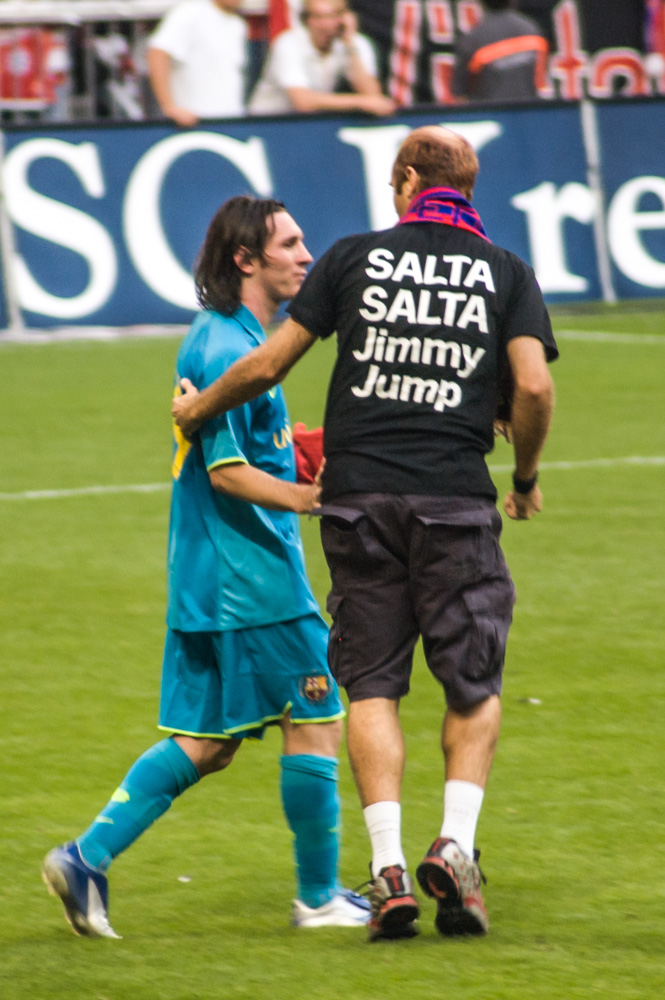
Jimmy Jump i Lionel Messi

Po raz pierwszy przerwał imprezę sportową podczas pożegnalnego meczu Abelardo na Camp Nou w 2002.
Jego najsłynniejsze wtargnięcie na boisko miało miejsce 4 lipca 2004 podczas finałowego meczu EURO 2004 pomiędzy Portugalią i Grecją. Jump wbiegł na boisko, rzucił w twarz Luísa Figo flagę FC Barcelona i wbiegł do bramki rzucając się na siatkę. Portugalczyk był wówczas zawodnikiem Realu Madryt do którego przeszedł w kontrowersyjnych okolicznościach z zespołu Dumy Katalonii – największego rywala Królewskich.
Jumpowi udało się wbiec na boisko, pomimo że pomysł akcji podczas finału turnieju ogłosił ponad tydzień wcześniej w katalońskiej telewizji TV3. Nienienawidzę Figo. Rzuciłem w niego flagą Barçy, ponieważ nigdy mu nie wybaczę, że przeniósł się do Realu, ale głównie chciałem zwrócić na siebie uwagę i zostać sfotografowanym. W mojej akcji było szaleństwo, ale i dużo sentymentu. Pobiegłem w stronę greckiej bramki i "strzeliłem gola", ponieważ chciałem, aby wygrała Portugalia – powiedział potem Jump.
9 czerwca 2004 wtargnął na tor Circuit de Catalunya podczas Grand Prix Hiszpanii Formuły 1 w 2004 r.
19 listopada 2005 wbiegł na murawę Estadio Santiago Bernabéu przerywając El Clásico.
Jump wbiegł także na boisko podczas półfinałowego spotkania Ligi Mistrzów 2006 pomiędzy Villarreal CF i Arsenal FC. Katalończyk tuż przed rozpoczęciem drugiej połowy wtargnął na murawę i podarował strzelcowi Kanonierów Thierry'emu Henry'emu koszulkę FC Barcelona z numerem 14. Rok później, 25 czerwca 2007 francuski napastnik został graczem Barcelony, gdzie występował z numerem 14.
W finale Ligi Mistrzów 2007 w Atenach pomiędzy AC Milan i FC Liverpoolem Jump pojawił się na boisku trzymając flagę Grecji, ale realizatorzy telewizyjnej transmisji nie pokazali go.
W 2007 roku przerwał także finał Pucharu Świata w rugby pomiędzy Anglią a Republiką Południowej Afryki. W trakcie półfinału EURO 2008 Niemcy – Turcja wbiegł na plac gry w koszulce z napisem Tibet is not China oraz flagą Tybetu. Akcję pokazała jedynie telewizja szwajcarska.
Inne, mniej znane jego akcje to m.in. przerwanie meczu turnieju tenisowego o Puchar Godó oraz konferencji prasowej FC Barcelona związanej z inauguracją kanału telewizyjnego Barça TV, czy wtargnięcie podczas pokazu mody na "Pasarela Gaudí" i przechadzanie się jako model.
W 2004 roku 12-letni bratanek Jumpa wbiegł na trening FC Barcelona na obiektach La Masii.
Jimmy Jump często nosi barretinę. Właśnie takie tradycyjne katalońskie nakrycie głowy założył Samuelowi Eto’o podczas ligowego meczu FC Barcelona we wrześniu 2004 oraz Lionelowi Messiemu w sierpniu 2007 podczas towarzyskiego spotkania "Dumy Katalonii" z Bayernem Monachium.
7 czerwca 2009 podczas finału wielkoszlemowego turnieju tenisowego French Open, wbiegł na kort z flagą FC Barcelony, próbując założyć Rogerowi Federerowi na głowę barretinę.
Podczas Konkursu Piosenki Eurowizji 2010 podczas występu Daniela Digasa wskoczył na scenę, próbując wpasować się w choreografię. Reprezentant Hiszpanii powtarzał swój występ po występach innych uczestników.
11 lipca 2010 przed finałowym meczem MŚ 2010 w Południowej Afryce pomiędzy Holandią a Hiszpanią wtargnął na murawę stadionu Soccer City w Johannesburgu próbując nałożyć czerwoną barretinę na Puchar Świata. Jego czapka ześlizgnęła się jednak z trofeum, a on sam został zatrzymany przez ochronę i wyniesiony ze stadionu.